# Миллер, Александр Евгеньевич
Александр Евгеньевич Миллер (род. 19 сентября 1950, Сосновский район, Челябинская область) — профессиональный тренер по дзюдо. Четырежды признан Федерацией дзюдо России лучшим спортивным наставником в 1998, 1999, 2000, 2012 годы. Заслуженный тренер России, Заслуженный работник физической культуры Российской Федерации. Почетный гражданин Челябинска (2015) и Челябинской области (2020) . Главный тренер сборной Челябинской области по дзюдо и «Центра Олимпийской подготовки по дзюдо». Кандидат педагогических наук, профессор. Член-корреспондент Петровской академии наук и искусств. Лауреат премий администрации г. Челябинска «Человек года» - 2000, 2012 и «Признание» - 2012.

## Биография
Александр Евгеньевич Миллер родился 19 сентября 1950 года в совхозе «Солнечный», Сосновского района Челябинской области.
После окончания средней школы два года работал учителем физкультуры в сельской школе. Отслужил в рядах Советской армии (1969-1971) на Дальнем Востоке (Уссурийск). Учился в Челябинском государственном институте физической культуры (1971-1975) и всю свою жизнь посвятил избранной в юном возрасте профессии спортивного тренера. Основал школу дзюдо областного спортивного общества «Трудовые резервы» на базе городского ПТУ № 101. Лучшие ученики Миллера – победители и призеры чемпионатов СССР, России, Европы, мира и Олимпийских игр.
За время профессиональной карьеры А. Е. Миллер подготовил: четырех Заслуженных мастеров спорта России; 18 мастеров спорта международного класса; 41 мастера спорта СССР и России; 28 чемпионов России; 11 чемпионов и призеров чемпионатов Европы; семь чемпионов и призеров чемпионатов мира; одного чемпиона и двух призеров Олимпийских игр. Среди воспитанников Александра Миллера – бронзовый призер Олимпиады-2000 в Сиднее Юрий Степкин, серебряный призер Олимпиады-2004 в Афинах Виталий Макаров, чемпион Олимпиады-2012 в Лондоне Мансур Исаев, бронзовый призер чемпионата мира 2014 Ренат Саидов.
В общей сложности воспитанники Александра Миллера около 150 раз становились победителями и призерами чемпионатов и первенств СССР, России, Европы, турниров мирового уровня и Олимпийских игр. В течение 25 лет Миллер входит в число ведущих тренеров Челябинской области. С 1987 года являлся членом тренерского совета сборных команд СССР и РФ. С 2001-2011 годы являлся старшим тренером Президентского клуба дзюдо «Явара-Нева» (Санкт-Петербург) и внес значительный вклад в подготовку мастеров международного класса. Пятнадцать южноуральских дзюдоистов составляли костяк клуба, одержавшего семь побед на клубных чемпионатах Европы.
В 2002 году актив Федерации дзюдо Челябинской области убедил губернатора П.И. Сумина построить первый в России региональный «Центр Олимпийской подготовки по дзюдо», который был открыт в апреле 2004 года. В марте 2018 года по предложению президента ФДР В. В. Анисимова челябинскому ЦОП по дзюдо присвоено имя его первого директора А. Е. Миллера. В 2013 году выдающийся наставник стал инициатором написания книги о борьбе самбо и дзюдо на Южном Урале с середины 1950-х по настоящее время. Первые два тома книги «Победа любит нас. История южноуральского дзюдо» изданы в 2014 и 2020 годах, работа над третьим томом продолжается. Повествование базируется на авторских воспоминаниях и глубоком изучении спортивной хроники. Издание иллюстрировано редкими фото из личных архивов героев книги и публикациях в периодической печати, начиная с середины 1970-х годов. Эта история отражает ключевые этапы развития дзюдо не только на Южном Урале, в СССР и России, но в Европе и в мире.

## Общественное признание
Александр Миллер в 2015 году был удостоен звания «Почётный гражданин города Челябинска» согласно Решению Челябинской городской Думы от 25 августа 2015 года, в 2020 года удостоен звания «Почётный гражданин Челябинской области».
За многолетний труд, выдающиеся спортивные достижения А. Е. Миллер отмечен правительственными и ведомственными наградами. Государственные награды: орден Почёта (2024), орден «Дружбы»; медаль ордена «За заслуги перед Отечеством» II степени; медаль «За трудовую доблесть»; Золотая медаль от Президента России «За достижения в Олимпийских играх в Афинах, 2004». Общественные и ведомственные награды: Знак отличия «За заслуги перед Челябинской областью»; Почетный серебряный орден «Общественное признание РФ»; Почетный знак «За заслуги в развитии олимпийского движения в России»; Почетный знак «За заслуги в развитии физической культуры и спорта в Российской Федерации»; Почетный знак «За заслуги в спорте РФ», I степени; Почетная медаль «За выдающиеся спортивные достижения и особый вклад в Динамовское движение»; Высшая награда Федерации дзюдо России – «Золотой пояс».